# Remus (księżyc)
Remus, pełna nazwa (87) Sylvia II Remus  – księżyc planetoidy (87) Sylvia z pasa głównego planetoid.

## Odkrycie i nazwa
Remus został odkryty 9 sierpnia 2004 roku przez astronomów za pomocą Very Large Telescope znajdującego się w Chile, należącego do Europejskiego Obserwatorium Południowego (ESO). Następnie nadano mu prowizoryczne oznaczenie S/2004 (87) 1.
Nazwa tego satelity pochodzi od postaci Remusa, jednego z dwóch bliźniaków, założycieli Rzymu.

## Orbita i właściwości fizyczne
Księżyc ten ma średnicę ok. 11 km i krąży wokół macierzystego ciała w odległości ok. 702 km w czasie 1,37 dnia. Orbita jego charakteryzuje się mimośrodem wynoszącym 0,093, nachylona jest zaś pod kątem ok. 2º do płaszczyzny równika Sylvii.